# District de Tai'erzhuang
Le district de Tai'erzhuang (台儿庄区 ; pinyin : Tái'érzhuāng Qū) est une subdivision administrative de la province du Shandong en Chine. Il est placé sous la juridiction de la ville-préfecture de Zaozhuang.